# George A. Smith
George Albert Smith (ur. 26 czerwca 1817 w Potsdamie, zm. 1 września 1875 w Salt Lake City) – amerykański przywódca religijny i polityk.

## Życiorys
Urodził się w Potsdamie w stanie Nowy Jork jako pierwszy syn i jednocześnie najstarsze dziecko Johna Smitha i Clarissy Lyman. Ochrzczony w Kościele Jezusa Chrystusa Świętych w Dniach Ostatnich przez Josepha H. Wakefielda (10 września 1832). Wraz ze współwyznawcami wyemigrował do Kirtland, brał udział w ekspedycji do Missouri w 1834. Pracował przy budowie świątyni mormońskiej w Kirtland. Wyświęcony na siedemdziesiątego w marcu 1835. Zaangażowany w działalność misyjną młodego Kościoła, służył na misji na wschodzie kraju wraz z Lymanem Smithem (1835). Wysłany następnie na misję do Ohio (1836). Posiadacz udziałów w Kirtland Safety Society.
Wyemigrował następnie do Missouri. Osiadł w zasiedlonym przez mormonów Far West (Missouri) w hrabstwie Caldwell, wkrótce później natomiast w Adam-ondi-Ahman w hrabstwie Daviess. Członek wysokiej rady w tym właśnie miejscu (1838). Wydalony z Missouri, podobnie jak inni członkowie Kościoła, przeniósł się do hrabstwa Adams w stanie Illinois. Wyświęcony na apostoła i włączony w skład Kworum Dwunastu Apostołów 26 kwietnia 1839, wysłany następnie na misję na Wyspy Brytyjskie (1839–1841), wraz ze swoimi apostolskimi towarzyszami. Po powrocie do kraju osiadł w Nauvoo, nowym centrum Kościoła. Zasiadał w radzie miejskiej tegoż miasta (1842–1843), był członkiem miejscowej loży masońskiej. Włączony do Rady Pięćdziesięciu 11 marca 1844, zasiadał we władzach Nauvoo House Association (od kwietnia 1845). Dołączył do fali mormońskiej migracji na zachód. Był częścią pierwszej grupy, która wyruszyła w podróż do doliny Wielkiego Jeziora Słonego. Na miejsce dotarł w 1847. Mianowany oficjalnym historykiem Kościoła (1854). Na tym stanowisku zdołał ukończyć History of Joseph Smith, kierował także pracami nad skompilowaniem History of Brigham Young. Od października 1868 pierwszy doradca w Pierwszym Prezydium.
Szybko zaangażował się w życie polityczne i akcję kolonizacyjną Terytorium Utah. Wchodził w skład senatu terytorium, zasiadał również w Sądzie Najwyższym Utah. Aktywnie wspierał działania osiedleńcze. Uznaje się go za ojca rozlicznych miejscowości w południowym Utah. Był generałem-porucznikiem milicji terytorialnej. 
Pochodził z rodziny kluczowej dla historii ruchu świętych w dniach ostatnich. Był kuzynem Hyruma Smitha, drugiego patriarchy Kościoła oraz Josepha Smitha, twórcy i pierwszego przywódcy tego ruchu religijnego. Z uwagi na swoją tężyznę fizyczną oraz lojalność względem kuzyna wykonywał obowiązki ochroniarza Josepha Smitha, a po zamordowaniu go (1844) pracował w tym samym charakterze dla Brighama Younga, drugiego prezydenta Kościoła.
Był cenionym mówcą i kaznodzieją. Jego kazania wyróżniały się zwięzłością, oceniano je również jako pełne ducha. W swej karierze religijnej wygłosił przeszło 4000 kazań. Prekursor uprawy ziemniaków w Utah, z zapałem zachęcał świętych w dniach ostatnich do podążania w swoje ślady w tym zakresie. Nazywa się go czasem ziemniaczanym świętym.
Zmarł w Salt Lake City. Jeden z jego wnuków, również George Albert Smith, był prezydentem Kościoła w latach 1945-1951. Jedna z jego córek, Clarissa S. Williams kierowała afiliowanym przy Kościele Stowarzyszeniem Pomocy między 1921 a 1928.